# Indosialis beskonakensis
Indosialis beskonakensis (лат.) — ископаемый вид большекрылых насекомых рода Indosialis из семейства вислокрылки (Sialidae). Обнаружены в миоценовых отложениях Азии (Bes-Konak, Турция). Размер заднего крыла 9,90×3,50 мм. Вид был впервые описан в 1988 году французским палеоэнтомологом Андре Нелем (André Nel; Национальный музей естественной истории, Париж). Название I. beskonakensis дано по имени места обнаружения (Bes-Konak). Вместе с другими ископаемыми видами вислокрылок, такими как Protosialis casca, Eosialis dorisi, Dobbertinia reticulata, Proindosialis cantalensis, Sialis strausi, Sialis groehni, Sialis muratensis, Protosialis baltica, Protosialis herrlingi, Protosialis voigti являются одними из древнейших представителей Sialidae, что было показано в ходе ревизии палеофауны в 2007 году американскими палеоэнтомологами Майклом Энджелом (Engel M.) и Дэвидом Гримальди (Grimaldi D. A.).